# 1940년 야전원수 서임식
1940년 야전원수 서임식은 1940년 7월 19일 베를린 크롤 오페라하우스에서 진행된 행사다. 이 자리에서 아돌프 히틀러가 육, 공군 장성 12인을 야전원수로 승진시켰다.
야전원수(Generalfeldmarschall 게네랄펠트마르샬)는 독일계 국가의 5성장군 계급으로, 제1차 세계 대전 이후 베르사유 조약에 따라 그 계급 사용이 금지되었다. 1936년 독일 재군비 선언과 동시에 계급이 부활했지만 국방장관 겸 총사령관에게만 주어지는 명예적 계급일 뿐이었고 실질적인 최고 계급은 상급대장이었다. 1940년, 군의 사기 진작과 군부에 대한 영향력 확대를 꾀한 히틀러가 프랑스 공방전에서 신속한 승리를 거둔 데 대하여 장성 열두 명을 새로이 원수로 승진시켜 주었다. 이것이 독일 국방군에서 전공에 의해 5성장군이 서임된 첫 사례였다. 당대 유럽 최강의 육군국이라고 여겨진 프랑스를 불과 6주 만에 굴복시킨 것은 독일 국방군의 힘과 명예의 절정을 상징했다. 이런 서임식은 이때 단 한 번 있었으며, 그 뒤로는 열린 적이 없다.

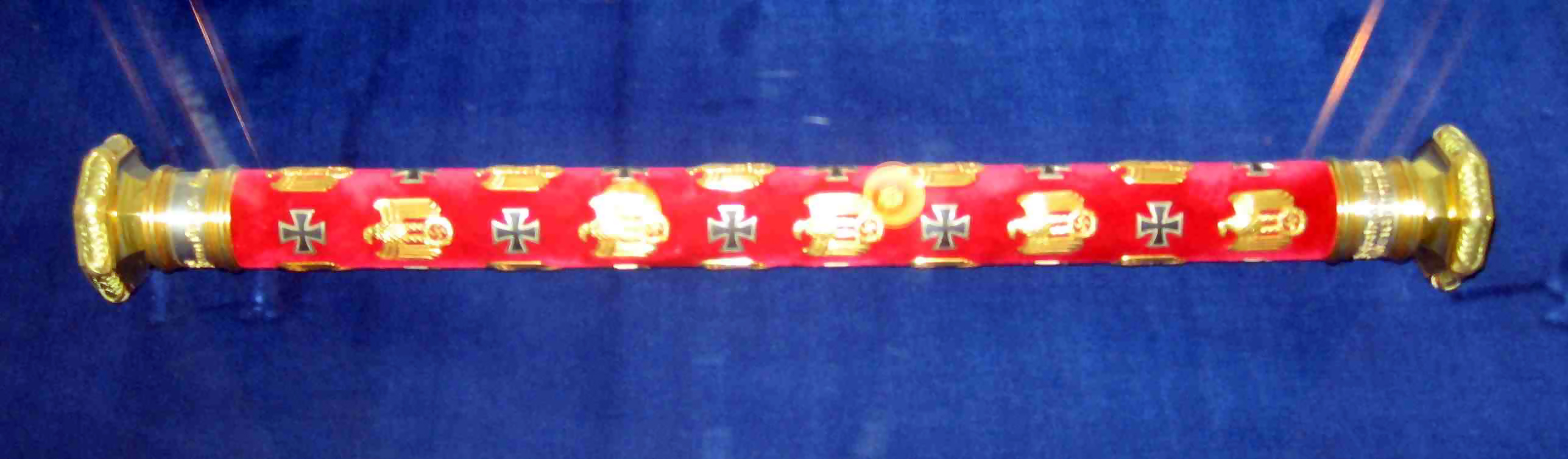
귄터 폰 클루게의 독일 원수장. 파란색인 프랑스 원수장과 달리 붉은 색이다.

야전원수에게는 국가수리와 철십자로 장식된 원수장이 상징으로서 수여되었다. 또 연간 36,000 라이히스마르크의 연금과 소득세 면제권이 주어졌다.

## 서임자 명단

독일 국방군 야전원수 견장.

프랑스 공방전 및 저지대 국가 평정에 공을 세웠다고 여겨진 장성 12인이 야전원수로 서임되었다. 그 명단은 다음과 같다.
- 상급대장 발터 폰 브라우히치[4]
- 상급대장 페도어 폰 보크[5]
- 항공대장 알베르트 케셀링[6] - 2계급 특진
- 상급대장 빌헬름 카이텔[7]
- 상급대장 귄터 폰 클루게[8]
- 상급대장 빌헬름 폰 레프 기사[9]
- 상급대장 빌헬름 리스트[10]
- 상급대장 에르하르트 밀히[11]
- 상급대장 발터 폰 라이헤나우[12]
- 상급대장 게르트 폰 룬트슈테트[13]
- 항공대장 후고 슈페를레[14] - 2계급 특진
- 상급대장 에르빈 폰 비츨레벤[15]

또한 6성장군 계급인 제국원수를 신설하여 공군총수 헤르만 괴링을 거기에 서임하였다. 이는 히틀러가 이전에 자신의 후계자로 공인했던 괴링을 군부의 최선임자로 만들기 위한 조치였다.
1940년 7월 19일, 히틀러는 장성들을 베를린 크롤 오페라하우스(국가의회 의사당 화재 사건 이후 임시 의사당으로 사용되고 있었음)로 소환했다. 영국을 겨냥한 평화 제안 연설을 한 차례 한 뒤 히틀러는 장성들에게 화려하게 장식된 원수장을 한 명씩 직접 하사하고 그들이 대불 승리에 기여한 바를 치하했다.
1940년 서임식은 히틀러가 전공에 따라 야전원수를 서임한 첫 사례였으며, 이후 독일에서는 이런 성대한 서임식이 더 열리지 않았다. 5년간 전쟁이 계속되면서 원수들이 더 서임되었지만, 그들 대부분은 서임식 없이 약식으로 승진 처리되었다. 극단적인 경우로는 원수 서임을 라디오로 방송하고 때운 프리드리히 파울루스의 경우가 있다.

## 초기 12원수의 후일담
1940년 서임식에서 야전원수가 된 12인은 이후로도 제2차 세계대전 중 군무에서 활약했다. 브라우히치, 보크, 케셀링, 카이텔, 레프, 리스트, 라이헤나우, 룬트슈테트, 괴링은 1941년 소련 침공(바르바로사 작전)에 중요한 역할을 했다. 슈페를레는 프랑스의 부대에 계속 주둔하며 반쯤 은퇴한 생활을 보냈다. 밀히는 공군 생산부로 전속되어 전쟁 말엽까지 항공기 생산을 책임졌다.
1943년 동부전선에서 독일이 일련의 패배를 겪고 서방 연합군이 이탈리아에 상륙하면서 독일은 승기를 잃었다. 전황이 수세로 돌아서면서 히틀러의 군부 장악력도 흔들렸고, 군부의 방어 전략은 히틀러와 잦은 충돌을 빚었다. 히틀러는 예의고 뭐고 없이 장성들을 마구 갈아치우는 것으로 전황 악화에 대응했다. 이에 따라 1940년 서임식에서 원수가 된 이들에게도 그 영향이 미쳤다. 비츨레벤과 클루게는 1944년 7.20 히틀러 폭살미수사건에 연루되었다. 쿠데타 시도가 실패로 돌아가자 클루게는 8월 17일 청산가리로 음독 자살했고, 비츨레벤은 체포되어 8월 8일 사형당했다.

## 참고 자료
- Alford, Kenneth D. (2003). Nazi Plunder: Great Treasure Stories Of World War II. Da Capo Press. ISBN 978-0306812415.
- Beevor, Antony (1998). Stalingrad: The Fateful Siege, 1942–43. Viking Press. ISBN 978-0-670-87095-0.
- Biesinger, Joseph A. (2006). Germany: A Reference Guide from the Renaissance to the Present. Facts on File. ISBN 978-0816045211.
- Dear, I.C.B.; Foot, M.R.D., 편집. (2005) [1995]. The Oxford Companion to World War II. Oxford University Press. ISBN 978-0-19-280666-6.
- Deighton, Len (2008). Fighter: The True Story of the Battle of Britain. Random House. ISBN 978-1-84595-106-1.
- Ellis, John (1993). World War II Databook: The Essential Facts and Figures for All the Combatants. Aurum. ISBN 1-85410-254-0.
- Evans, Richard J. (2008). The Third Reich At War. Penguin Group. ISBN 978-0-14-311671-4.
- Forczyk, Robert (2010). Manstein: Leadership – Strategy – Conflict. Osprey. ISBN 978-1-84603-221-9.
- Fellgiebel, Walther-Peer (2000). Die Trager Des Ritterkreuzes Des Eisernen Kreuzes, 1939–1945. Podzun-Pallas. ISBN 978-3-7909-0284-6.
- Hakim, Joy (1995). A History of Us: War, Peace and all that Jazz. Oxford University Press. ISBN 0-19-509514-6.
- Kesselring, Albert (1970). A Soldier's Record. Greenwood Press. ISBN 0-8371-2975-3.
- Knopp, Guido (1998). Hitler's Warriors: Manstein The Strategist. ZDF. 2018년 7월 10일에 원본 문서에서 보존된 문서. 2014년 7월 23일에 확인함.
- Grazhdan, Anna (2011). Soviet Storm: World War II in the East. Channel One Russia. Retrieved 7 November 2014.
- Rees, Laurence (2012). The Dark Charisma of Adolf Hitler. BBC. 2014년 6월 30일에 확인함.
- Manvell, Roger (2011) [1962]. Goering. Skyhorse. ISBN 978-1-61608-109-6.
- Mackenzie, Simon P. (2014). The Second World War in Europe: Second Edition. Routledge Publishing. ISBN 978-1317864714.
- Melvin, Mungo (2010). Manstein: Hitler's Greatest General. Weidenfeld & Nicholson. ISBN 978-0-297-84561-4.
- Mitcham, Samuel Jr. (2009). Men of Barbarossa – Battles and Leaders of the German Invasion of Russia, 1941. Casemate Books. ISBN 978-193-514-9156.
- Moczarski, Kazimierz (1981). Conversations With an Executioner. Prentice-Hall. ISBN 0-13-171918-1.
- Mitcham, Samuel Jr. (2009a). Defenders of Fortress Europe: The Untold Story of the German Officers During the Allied Invasion. Potomac Books Inc. ISBN 978-1597972741.
- Sandler, Stanley (2002). Ground Warfare: An International Encyclopedia, Bind 1. ABC-Clio. ISBN 978-1576073445.
- Shirer, William L. (1960). The Rise and Fall of the Third Reich. Simon & Schuster. ISBN 978-0-671-62420-0.
- Snyder, Louis (1994) [1976]. Encyclopedia of the Third Reich. Da Capo Press. ISBN 978-1-56924-917-8.
- Turney, Alfred W. (1971). Disaster at Moscow: von Bock's Campaigns 1941–42. Cassell & Co. ISBN 0-826-3-01-673.
- Tague, James E. (2011). The Last Field Marshal. Author Solutions. ISBN 978-145-683-185-1.
- Williamson, Gordon (2006). German Commanders of World War II. Osprey Publishing. ISBN 1-84176-597-X.
- Weinberg, Gerhard (1970). The Foreign Policy of Hitler's Germany Diplomatic Revolution in Europe 1933–36. University of Chicago. ISBN 978-0-226-88509-4.